# Râul Verdea, Șușița
Râul Verdea este un curs de apă, afluent al râului Șușița. 